# Качанове (зупинний пункт)
Качанове (біл. Качанова) — пасажирський залізничний зупинний пункт Гомельського відділення Білоруської залізниці на електрифікованій лінії Гомель — Жлобин між зупинними пунктами Потапівка та Шарибівка. Розташований у селі Потапівка Буда-Кошельовського району Гомельської області.